# Václav Myslivec
Václav Myslivec (10. listopadu 1875 Doksany – 29. května 1934 Praha) byl český novinář, politik katolických politických stran a meziválečný československý poslanec Národního shromáždění za Československou stranu lidovou.

## Biografie
Narodil se v chudé dělnické rodině, a proto absolvoval pouze základní školu. V roce 1892 se v Litoměřicích vyučil obuvníkem a roku 1893 se usadil v Praze. Politicky aktivní byl již za Rakouska-Uherska. Už koncem 19. století byl činný v prvních katolických stranách a politických spolcích v Čechách. Mezi členy Jednoty katolických tovaryšů se seznámil s ideami křesťanského socialismu, kterým zůstal věrný po celý život. V rámci tohoto politického tábora patřil k představitelům mladého, radikálního a levicově orientovaného křídla. Jako devatenáctiletý mladík řečnil na ustavujícím sjezdu Křesťansko-sociální strany v Čechách (1894). Roku 1899 spoluzakládal Křesťansko-sociální stranu lidovou (existující v letech 1899-1906). Později se snažil o sjednocení roztříštěných katolických stran a vytvoření Strany katolického lidu (1906–1910). Na půdě této strany se snažil o posílení pozic Sdružení českých katolických zemědělců, což vyústilo v rozklad strany a vznik České strany křesťansko-sociální v království Českém, kde působil ve vedení. Došlo však k dalším neshodám, které přinesly odtrhnutí Myslivcovy frakce a vytvoření Křesťansko-sociální strany lidové, existující v letech 1912–1913, jež ale byla jen dočasným projektem. V politice působil i jeho bratr Josef Myslivec.
Ve volbách do Říšské rady roku 1907 se stal, jako jeden ze sedmi katolických kandidátů zvolených v Čechách, poslancem Říšské rady (celostátní parlament), kam byl zvolen za okrsek Čechy 065. Usedl do poslanecké frakce Český katolicko-národní klub. Ve vídeňském parlamentu setrval do konce funkčního období sněmovny, tedy do roku 1911.
Podobně jako mnoho dalších křesťansko-sociálních publicistů a politiků zastával Myslivec silně antisemitské názory a přičítal údajnému světovému židovskému spiknutí rozložení křesťanské morálky, vysávání křesťanského lidu, šíření liberalismu a socialismu atd. Zejména jeho deník XX. věk (1912–1913) byl výrazně antisemitský.
Za 1. světové války bojoval na srbské frontě a roku 1919 vstoupil do ČSL, kde patřil k jejím významným členům. Jestliže byl v mládí na levém pólu křesťanské politiky, pak později patřil ke konzervativnímu křídlu, odmítajícího uznat SSSR de iure.
V letech 1918–1920 zasedal v československém Revolučním národním shromáždění. V parlamentních volbách v roce 1920 se stal poslancem Národního shromáždění a mandát obhájil v následujících volbách, tedy v parlamentních volbách v roce 1925 i parlamentních volbách v roce 1929. Koncem 20. let 20. století patřil ve straně ke konzervativnímu křídlu, které kritizovalo předsedu Jana Šrámka a nebránilo se spolupráci s konzervativními proudy.
Po jeho smrti zaujal jeho poslanecké křeslo jako náhradník Augustin Čižek.
Podle údajů k roku 1929 byl profesí redaktorem v Praze. Po celý život byl také náruživým žurnalistou. Působil v redakcích novin Lidový list, Křesťanský demokrat, Meč, Nový věk, 20. věk, Mír a nejdéle v Čechu, kde působil i jako šéfredaktor a vydavatel. Je pochován na pražském Vyšehradě.